# مان بهادر غورونغ
مان بهادر غورونغ هو لاعب كرة قدم بوتاني في مركز الهجوم، ولد في 15 مارس 1993 في بوتان. شارك مع منتخب بوتان لكرة القدم. أما مع النوادي، فقد لعب مع Druk Stars FC ‏.

## وصلات خارجية
- مان بهادر غورونغ على موقع قاعدة بيانات كرة القدم.إي يو (الإنجليزية)
- مان بهادر غورونغ على موقع ناشيونال فوتبول تيمز (الإنجليزية)
- مان بهادر غورونغ على موقع Soccerway.com (الإنجليزية)